# Kanton Compiègne-Nord
Kanton Compiègne-Nord (fr. Canton de Compiègne-Nord) byl francouzský kanton v departementu Oise v regionu Pikardie. Skládal se ze 6 obcí. Zrušen byl po reformě kantonů 2014.

## Obce kantonu
- Bienville
- Choisy-au-Bac
- Clairoix
- Compiègne (část)
- Janville
- Margny-lès-Compiègne